# Bienville
Bienville – miejscowość i gmina we Francji, w regionie Hauts-de-France, w departamencie Oise.
Według danych na rok 1990 gminę zamieszkiwały 514 osoby, a gęstość zaludnienia wynosiła 146 osób/km² (wśród 2293 gmin Pikardii Bienville plasuje się na 524. miejscu pod względem liczby ludności, natomiast pod względem powierzchni na miejscu 1011.).